# Número IMO

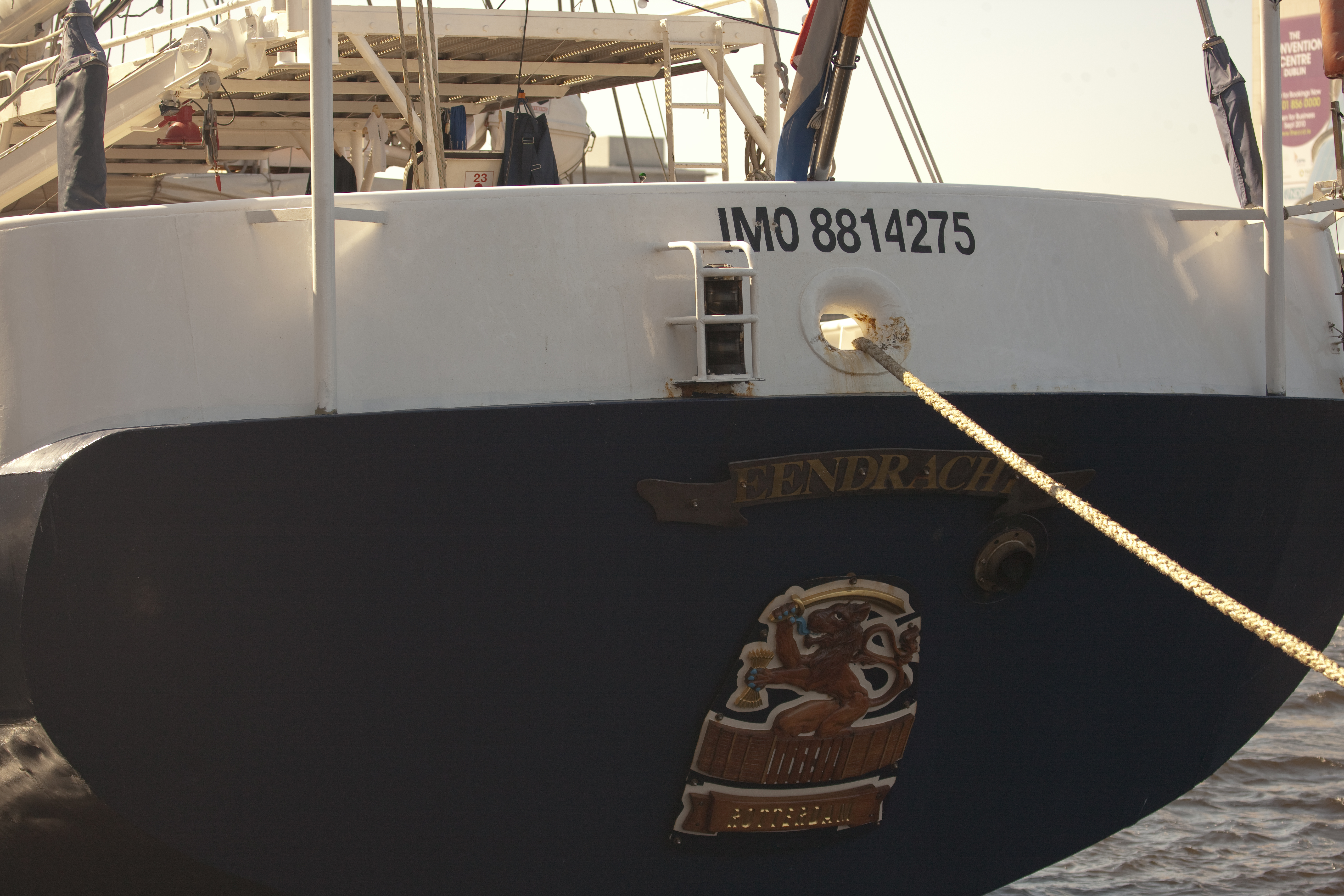
"IMO 8814275" na Eendracht

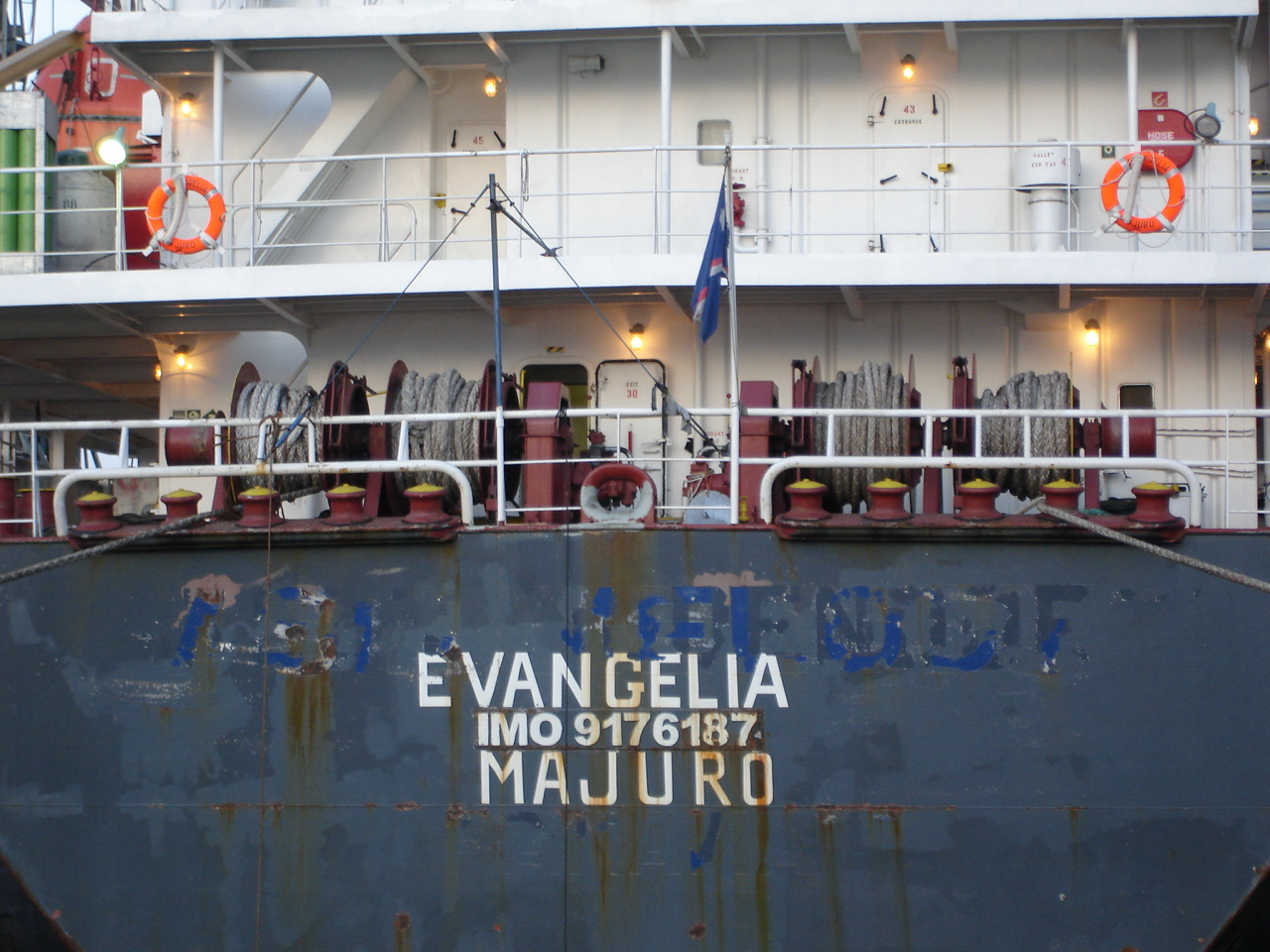
Popa do "Evangelia" a exibir "IMO 9176187" e o porto de registo ("Majuro"). Além disso, para o nome atual partes do navio nomes antigos são visíveis: "Cornelie Oldendorff" e "Ásia Melodia". O navio, o nome atual é "Evangelia" (2007)

O número da Organização Marítima Internacional número (IMO) é uma referência exclusiva para os navios e para armadores registados e empresas de gestão. Os números IMO foram introduzidos no âmbito da Convenção SOLAS para reforçar a segurança marítima, segurança e para reduzir o fraude marítimo. O IMO permanece vinculada ao casco dos navios para a sua vida, independentemente de uma mudança no nome, a bandeira ou o proprietário.

## Número de Identificação da Embarcação
O número da embarcação é composto de três letras "IMO", seguido por um único número de sete dígitos atribuído aos navios de mar e navios mercantes sob a Convenção Internacional para a Salvaguarda da Vida Humana no Mar (SOLAS).

### História
Em 1987, a IMO adotou a Resolução A. 600(15), "que visam reforçar a segurança marítima e a prevenção da poluição e para facilitar a prevenção do fraude marítimo", atribuindo a cada embarcação um número permanente de identificação, o qual deverá continuar, apesar de qualquer alteração posterior de nome da embarcação, de propriedade ou de bandeira.
Através de regulamento SOLAS XI/3 aprovada em 1994, e que entrou em vigor em 1 de janeiro de 1996. Quando obrigatória, foi aplicada a navios de carga, que são pelo menos de 300 toneladas de porte bruto (gt) e embarcações de passageiros de, pelo menos, 100 toneladas brutas.
Na Convenção SOLAS os "navios de carga" significam "navios que não sejam navios de passageiros". O regime IMO não se aplica, porém, às:
- Embarcações exclusivamente envolvidos na pesca
- Navios sem meios mecânicos de propulsão
- Iates de prazer
- Navios afetos a serviços especiais (e.g. navio-farol, embarcações de Busca e Salvamento)
- Barcaças de funil
- Hidrofólios, veículos de almofada de ar
- Docas flutuantes e estruturas classificados de forma semelhante
- Vasos e embarcações de guerra e de transporte de tropas
- Barcos de madeira

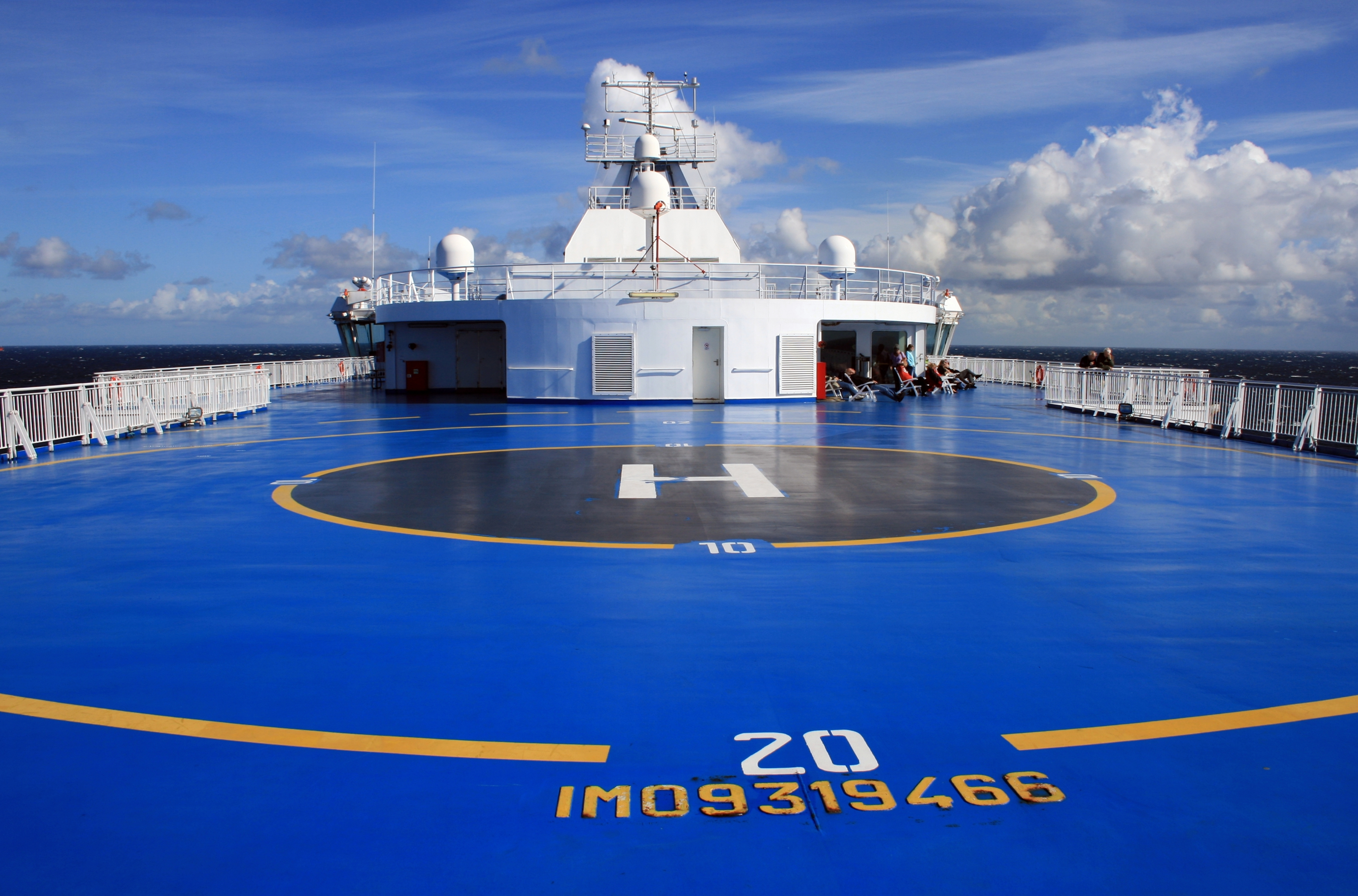
"IMO 9319466" no helideck de M/S Finnmaid

Em dezembro de 2002, a Conferência Diplomática sobre Segurança Marítima, adoptou uma série de medidas destinadas a reforçar a segurança de navios e instalações portuárias. Isto incluiu uma modificação ao regulamento SOLAS XI-1/3 para exigir dos navios números de identificação para serem permanentemente marcados em local bem visível, no casco de um navio ou superstrutura, bem como, internamente, e nos certificados do navio. Os navios de passageiros devem também efectuar a marcação sobre uma superfície horizontal visíveis a partir do ar.

### Atribuição e Estrutura
Quando foi introduzido, o IMO adoptou números de navios únicos já existentes a todos os navios, que eram listadas pelo Lloyd's Register desde 1963. O número de identificação IMO do navio atribuído pelo IHS Fairplay (anteriormente Lloyd's Register-Fairplay).
Para os novos navios o número IMO é atribuído ao casco durante a construção, geralmente na construção da quilha. Muitos dos navios que ficam de fora dos requisitos obrigatórios de SOLAS têm números atribuídos pela Lloyd's Register ou IHS Fairplay nas mesmas séries numéricas, incluindo embarcações de pesca e iates comerciais.
O número de identificação IMO do navio é composto de três letras "IMO", seguido do número de sete dígitos. Este é constituído por um número de seis dígitos sequenciais únicos seguido por um dígito de verificação. A integridade de um número IMO pode ser verificada usando o seu dígito de verificação. Isto é feito multiplicando cada um dos primeiros seis dígitos por um fator de 2 para 7 correspondente à posição da direita para a esquerda. O dígito mais à direita dessa soma é o dígito de verificação. Por exemplo, para IMO 9074729: (9×7) + (0×6) + (7x5) + (4×4) + (7×3) + (2×2) = 139.

## Número de Identificação da Empresa e Proprietário Registado
Em Maio de 2005, a IMO adotou o novo regulamento SOLAS XI-1/3-1 sobre a obrigatoriedade da empresa e proprietário registar o número de identificação do esquema, com entrada em vigor em 1 de janeiro de 2009.
O Regulamento prevê que cada proprietário do navio e de gestão da empresa deve ter um número de identificação exclusivo e outras alterações exigem que esses números sejam adicionados para os respectivos certificados e documentos no International Safety Management Code (ISM) e o International Ship and Port Facility Security Code (ISPS). Como o número IMO do navio, o número da identificação da empresa é um número de sete dígitos com o prefixo IMO. Por exemplo, para o navio Atlantic Star, IMO 5304986 refere-se ao gestor de navio Pullmantur Cruises Ship Management Ltda e IMO 5364264 para seu proprietário registado, Pullmantur Cruises Imperatriz Ltda.